# Гран-при Вальядолида
Гран-при Вальядолида (исп. Gran Premio Ciudad de Valladolid) — шоссейная однодневная велогонка, проходившая по территории Испании с 2010 по 2011 год.

## История
Сразу после своего создания в 2010 году гонка вошла в календарь Женского мирового шоссейного кубка UCI. После двух лет проведения в 2012 году была отменена из-за финансовых проблем.
Это вызвало обеспокоенность Международного союза велосипедистов (UCI), который выпустил по этому поводу заявление:
UCI особенно чувствителен к развитию женского велоспорта, и мы очень обеспокоены тем, что этап Кубка мира в Испании был приостановлен. Мы хотели бы помочь найти решение этой проблемы на будущее, и мы находимся в контакте с организаторами, чтобы изучить, какие меры можно принять.
Оригинальный текст (исп.)La UCI es especialmente sensible al desarrollo del ciclismo femenino y es motivo de gran preocupación conocer que la ronda española de la Copa del Mundo ha sido suspendida. A Nosotros nos encantaría ayudar a encontrar una solución a este problema para el futuro y estamos en contacto con los organizadores para estudiar qué medidas se pueden tomar.Президент UCI Пэт Маккуэйд, 
В последующие годы гонка больше не проводилась.
Маршрут гонки проходил в окрестностях города Вальядолид, протяжённость дистанции составляла около 123 км.
Организатором выступал Club Ciclista Cadalsa, проводивший также мужскую и женскую Вуэльту Кастилии и Леона, а также женскую Гран-при Кастилии и Леона.

## Призёры
| Год  | Победитель      | Второй          | Третий             |
| ---- | --------------- | --------------- | ------------------ |
| 2010 | Шарлотта Беккер | Юдит Арндт      | Аннемик ван Влётен |
| 2011 | Марианна Вос    | Розелла Каллови | Эмма Юханссон      |